# Thomas Voss (Schauspieler)
Thomas Voss (* 2. November 1977 in Kopenhagen) ist ein dänischer Schauspieler.

## Leben
Thomas Voss studierte bis 2004 Schauspiel an der Statens Teaterskole. Seither war er in zahlreichen dänischen Film- und Fernsehproduktionen zu sehen. 2008 übernahm er in Ole Christian Madsens Drama Tage des Zorns die Rolle des Teddy. 2012 war Voss im Musikvideo Running Man/The Sun der Band WhoMadeWho zu sehen.
Aus seiner ersten Ehe mit Anne Mette Voss gingen zwei Söhne hervor. Voss ist seit dem Jahr 2017 in zweiter Ehe mit der Schauspielerin Julie Agnete Vang verheiratet und hat aus dieser Ehe eine Tochter.

## Filmografie (Auswahl)
- 2005: Drabet
- 2006: Nach der Hochzeit (Efter brylluppet)
- 2006: Der Adler – Die Spur des Verbrechens (Ørnen: En krimi-odyssé, Fernsehserie, 1 Episode)
- 2007: Daisy Diamond
- 2007: Hvid nat
- 2008: Tage des Zorns (Flammen og Citronen)
- 2008: Dig og mig
- 2008: Blå mænd
- 2009: Bobby
- 2009: Julefrokosten
- 2009: Kommissarin Lund – Das Verbrechen (Forbrydelsen, Fernsehserie, 1 Episode)
- 2010: Protectors – Auf Leben und Tod (Livvagterne, Fernsehserie, 1 Episode)
- 2012: Love Is All You Need (Den skaldede frisør)
- 2013: Antboy – Der Biss der Ameise (Antboy)
- 2013: Sjit Happens (Fernsehserie, 1 Episode)
- 2014: Schändung (Fasandræberne)
- 2015: Store danske videnskabsfolk (Fernsehserie, 1 Episode)
- 2015: The Team (Fernsehserie, 3 Episoden)
- 2015: Far til fire's vilde ferie
- 2016: Follow the Money (Bedrag, Fernsehserie, 2 Episoden)
- 2016: Tordenskjold & Kold
- 2016: Lillemand (Fernsehserie, 1 Episode)
- 2017: The Saint (Fernsehfilm)
- 2020: Enten/Eller (Fernsehserie, 1 Episode)
- 2021: Sommerdahl Murders (The Sommerdahl Murders, Fernsehserie, 2 Episoden)